# Valerianella lasiocarpa
Valerianella lasiocarpa är en kaprifolväxtart som först beskrevs av Christian von Steven, och fick sitt nu gällande namn av Ernst Friedrich Betcke. Valerianella lasiocarpa ingår i släktet klynnen, och familjen kaprifolväxter. Inga underarter finns listade i Catalogue of Life.